# Paramesotriton chinensis
Paramesotriton chinensis é uma espécie de anfíbio caudado pertencente à família Salamandridae. Endêmica da China.